# Quatuors à cordes op. 50 de Joseph Haydn

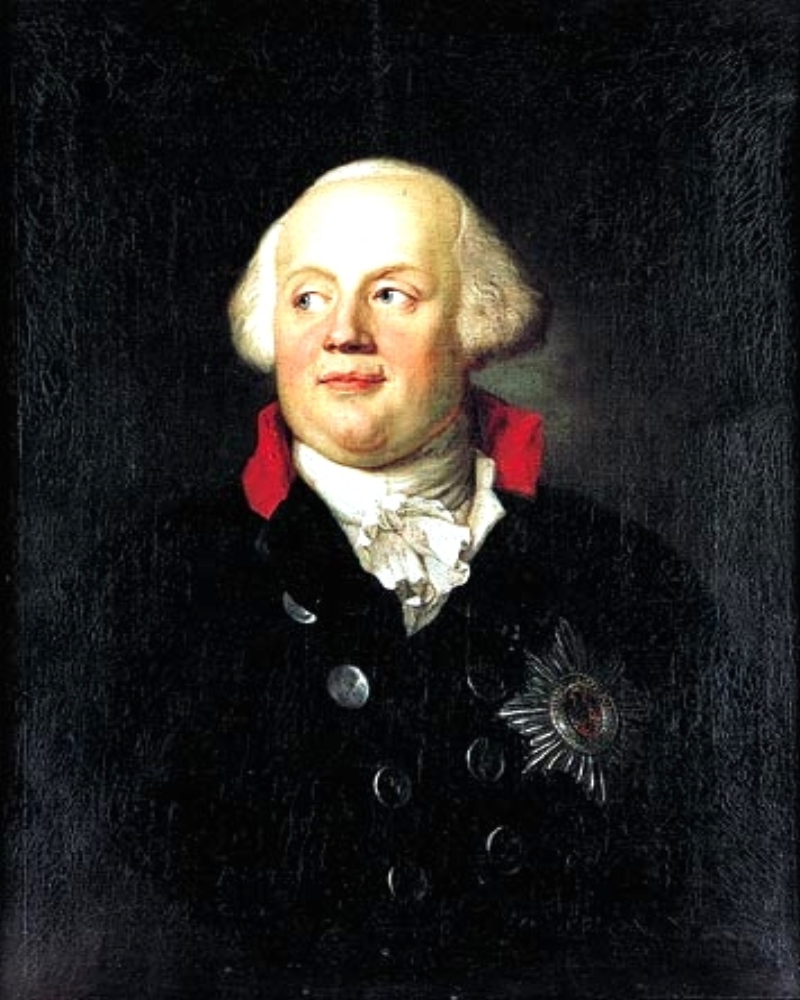
Portrait du roi de Prusse Frédéric-Guillaume II, le dédicataire des 6 quatuors à cordes opus 50 de Joseph Haydn.

Les Quatuors op. 50, appelés aussi Quatuors prussiens, sont un cycle de quatuors à cordes de Joseph Haydn, écrits en 1787 et publiés la même année simultanément chez Forster à Londres et chez Artaria à Vienne. Le dédicataire est le roi de Prusse Frédéric-Guillaume II, violoncelliste de talent.
Les quatuors de ce cycle correspondent aux nos 44 à 49 du catalogue Hoboken. 

## Quatuor en si bémol majeur op.50no1
Inscrit au catalogue Hob.III.44
1. Allegro en si bémol majeur
2. Adagio non lento en mi bémol majeur
3. Menuet
4. Vivace

## Quatuor en ut majeur op.50no2
Inscrit au catalogue Hob.III.45 
1. Vivace en ut majeur
2. Adagio en fa majeur
3. Menuetto (allegretto)
4. Vivace

## Quatuor en mi bémol majeur majeur op.50no3
Inscrit au catalogue Hob.III.46
1. Allegro con brio en mi bémol majeur
2. Andante più tosto allegretto en si bémol majeur
3. Menuetto (allegretto)
4. Presto

## Quatuor en fa dièse mineur op.50no4
Inscrit au catalogue Hob.III.47
1. Allegro spirituoso en fa dièse mineur
2. Andante
3. Menuetto (poco allegretto)
4. Allegro moderato en fa dièse mineur

## Quatuor en fa majeur op.50no5
Inscrit au catalogue Hob.III.48 - Le Rêve
1. Allegro moderato en fa majeur
2. Poco adagio en si bémol majeur
3. Tempo di Menuet
4. Vivace

## Quatuor ré majeur op.50no6
Inscrit au catalogue Hob.III.49 - La Grenouille
1. Allegro en ré majeur
2. Poco adagio en ré mineur
3. Menuetto (allegretto)
4. Allegro con spirito